# Річард Нельсон
Річард Джон Нельсон (нар. 17 жовтня 1950) — американський драматург і лібретист. Він написав лібрето для бродвейського мюзиклу 2000 року James Joyce's The Dead, за яке отримав Tony Award for Best Book of a Musical, а також лібрето для бродвейської постановки 1988 року Chess. Він також є автором критично визнаного циклу п'єс The Rhinebeck Panorama.

## Особисте життя
Нельсон народився в Чикаго, Іллінойс, у родині Віоли, танцюристки, та Річарда Фініса Нельсона, аналітика облікових систем і час від часу торгового представника. У дитинстві сім'я Нельсона часто переїжджала, щоб відповідати вимогам роботи його батька, але оселилася на тривалі періоди у Гарі, Індіана, на околицях Філадельфії, а зрештою в передмісті Детройта. Його перші театральні впливи прийшли від мюзиклів, і він оцінює, що побачив понад двадцять п'ять мюзиклів, перш ніж уперше відвідав традиційну п'єсу.
Він закінчив Hamilton College у 1972 році та отримав почесний ступінь доктора літератури від Hamilton College у 2004 році.
Він одружився з Cynthia Blair Bacon 21 травня 1972 року; у них є двоє дітей: Zoe (нар. 1983) та Jocelyn (нар. 1988).

## Кар'єра
Він працював з Royal Shakespeare Company; там було поставлено десять його п'єс. Серед них: Principia Scriptoriae (1986), Some Americans Abroad (1989), Two Shakespearean Actors (1990), Columbus and the Discovery of Japan (1992), Misha's Party (1993), New England (1994), The General From America (1996) та Goodnight Children Everywhere (1997).
У листопаді 2006 року прем'єра п'єси Frank's Home, що розповідає про два дні з життя Frank Lloyd Wright, відбулася в Чикаго, рідному місті Нельсона, у Goodman Theatre (у співпраці з Playwrights Horizons). У інтерв'ю для The Brooklyn Rail під час дебюту у Нью-Йорку, Нельсон дає пораду молодим письменникам: «Моя порада завжди — пишіть, пишіть те, що дійсно має значення. Я запитую своїх студентів два питання: Чому ви це написали? І чи мені це подивитися? Люди питають про структуру, форму, розвиток персонажів, а я навіть не впевнений, що все це означає. Не намагайтеся сумніватися в собі. Форма з'явиться, якщо ви зосередитеся на тому, що хочете сказати з правдою та чесністю. Структура — це рука, що підтримає те, що ви хочете сказати.» З 2005 по 2008 рік Нельсон очолював кафедру драматургії у Yale School of Drama.

## П'єси про сім'ю Apple
З 2010 по 2013 рік Нельсон написав і поставив чотири п'єси, в центрі яких знаходиться сім'я Apple — вигадане родинне товариство, дія якого відбувається у Rhinebeck, New York, причому кожна п'єса зосереджена або на виборах, або на значущій історичній річниці.
Перша п'єса серії, That Hopey Changey Thing, була присвячена проміжним виборам 2010 року і дебютувала у вечір виборів 2 листопада 2010 року. Друга п'єса, Sweet and Sad (2011), зображує сім'ю на десятиріччя від атаки 11 вересня. Третя п'єса, Sorry, дебютувала 6 листопада 2012 року і відбувається під час президентських виборів 2012 року. Остання п'єса, Regular Singing (2013), розгортається на 50-річчя вбивства Джона Ф. Кеннеді. Кожна п'єса дебютувала поза Бродвеєм у The Public Theater, з майже однаковим акторським складом у кожній наступній постановці. З відкриттям Regular Singing у 2013 році, The Public Theater представив увесь цикл п'єс у репертуарі.
У складі That Hopey Changey Thing, Sweet and Sad та Sorry виступали: Jon DeVries у ролі Бенджаміна Apple, Maryann Plunkett у ролі Барбари Apple, Jay O. Sanders у ролі Річарда Apple, Shuler Hensley у ролі Тіма Andrews, Laila Robins у ролі Меріан Apple Platt та J. Smith-Cameron у ролі Джейн Apple Halls. Склад Regular Singing включав попередні три склади, за винятком того, що роль Тіма Andrews виконали Steven Kunken, а Джейн Apple Halls — Sally Murphy.
29 квітня 2020 року The Public провів онлайн-трансляцію нової п'єси про сім'ю Apple, What Do We Need to Talk About?. Знову поставлена Нельсоном, вона об'єднала акторський склад з Regular Singing. Персонажі, тепер на сім років старші, зустрічаються через відеозв'язок під час пандемії COVID-19.

## The Gabriels
Нельсон написав нову трилогію під назвою The Gabriels: Election Year in the Life of One Family, яка зосереджується на родині Gabriel під час президентських виборів 2016 року. Усі три п'єси демонструють один і той же акторський склад: Meg Gibson (Карін Gabriel), Lynn Hawley (Ханна Gabriel), Roberta Maxwell (Патріція Gabriel), Maryann Plunkett (Мері Gabriel), Jay O. Sanders (Джордж Gabriel) та Amy Warren (Джойс Gabriel). Перша п'єса, Hungry, дебютувала поза Бродвеєм у The Public Theatre 27 лютого 2016 року (прев'ю), а офіційно — 4 березня, поставлена Нельсоном. Наступна п'єса трилогії, What Did You Expect?, дебютувала 10 вересня 2016 року (прев'ю), офіційно — 16 вересня, і закрилася 9 жовтня. Остання п'єса, Women of a Certain Age, дебютувала у вечір виборів 8 листопада 2016 року і йшла до 4 грудня. Три п'єси були представлені в репертуарі з 10 по 18 грудня.
П'єса Hungry розгортається в Dutchess County, Нью-Йорк. Родина нещодавно померлого Томаса Gabriel збирається на кухні, щоб приготувати вечерю. До складу групи входять вдова Томаса — Mary; його сестра — Joyce; його брат — George та його дружина — Hannah; його літня мати — Patricia; та його перша дружина — Karin. На вечерю група очищує яблука для apple crisp та готує ratatouille і пасту. Про політичну кампанію один із персонажів каже: «Боже, це будуть довгі вісім місяців.» П'єса What Did You Expect?, дія якої також відбувається в Rhinebeck, розгортається через шість місяців після Hungry. Патріція знайшла співмешканця у своєму пенсійному товаристві, а її борги стали центральною темою п'єси. Родина готується до пікніка, долаючи свої «страхи перед світом після рецесії». У п'єсі Women of a Certain Age, дія якої відбувається між 17:00 та 19:00 у вечір виборів, родина Gabriel збирається на вечерю. George забрав свого сина з коледжу, щоб він міг голосувати, і відвіз його назад. Joyce залишається вдома, а Patricia також приєднується до компанії. П'єса закінчується, не розкриваючи переможця виборів. Ben Brantley написав: «Набагато більше, ніж у будь-якій з його інших п'єс, містер Нельсон тут майже вловлює невловиму, розширену комічну сум, з якою ми асоціюємо його улюбленого Чехова. Той чеховський відтінок зникнення часу, навіть коли ми його переживаємо, пронизує як розмови, так і мовчання.»
The Gabriels виступали на заході у Kennedy Center (Вашингтон, округ Колумбія) у січні 2017 року, а потім — на Міжнародному мистецькому фестивалі в Перті (Австралія) з 11 по 18 лютого та на Мистецькому фестивалі Гонконгу з 22 по 26 лютого. Виступав оригінальний акторський склад.

## The Michaels
У 2019 році Нельсон доповнив цикл Rhinebeck Panorama п'єсою The Michaels, яка йшла у The Public з 19 жовтня по 1 грудня 2019 року. Як і п'єси про сім'ю Apple та Gabriel, дія відбувається навколо прийому їжі, цього разу на кухні Роуз Michael, відомої хореографки.
Нельсон поставив режисуру, працюючи з акторським складом: Charlotte Bydwell у ролі Lucy Michael, Haviland Morris у ролі Irenie Walker, Maryann Plunkett у ролі Kate Harris, Matilda Sakamoto у ролі May Smith, Jay O. Sanders у ролі David Michael, Brenda Wehle у ролі Rose Michael та Rita Wolf у ролі Sally Michael.